# Panchala
 (février 2023).
La mise en forme du texte ne suit pas les recommandations de Wikipédia : il faut le « wikifier ».
Les points d'amélioration suivants sont les cas les plus fréquents. Le détail des points à revoir est peut-être précisé sur la page de discussion.
- Les titres sont pré-formatés par le logiciel. Ils ne sont ni en capitales, ni en gras.
- Le texte ne doit pas être écrit en capitales (les noms de famille non plus), ni en gras, ni en italique, ni en « petit »…
- Le gras n'est utilisé que pour surligner le titre de l'article dans l'introduction, une seule fois.
- L'italique est rarement utilisé : mots en langue étrangère, titres d'œuvres, noms de bateaux, etc.
- Les citations ne sont pas en italique mais en corps de texte normal. Elles sont entourées par des guillemets français : « et ».
- Les listes à puces sont à éviter, des paragraphes rédigés étant largement préférés. Les tableaux sont à réserver à la présentation de données structurées (résultats, etc.).
- Les appels de note de bas de page (petits chiffres en exposant, introduits par l'outil «  Source ») sont à placer entre la fin de phrase et le point final[comme ça].
- Les liens internes (vers d'autres articles de Wikipédia) sont à choisir avec parcimonie. Créez des liens vers des articles approfondissant le sujet. Les termes génériques sans rapport avec le sujet sont à éviter, ainsi que les répétitions de liens vers un même terme.
- Les liens externes sont à placer uniquement dans une section « Liens externes », à la fin de l'article. Ces liens sont à choisir avec parcimonie suivant les règles définies. Si un lien sert de source à l'article, son insertion dans le texte est à faire par les notes de bas de page.
- La présentation des références doit suivre les conventions bibliographiques. Il est recommandé d'utiliser les modèles {{Ouvrage}}, {{Chapitre}}, {{Article}}, {{Lien web}} et/ou {{Bibliographie}}. Le mode d'édition visuel peut mettre en forme automatiquement les références.
- Insérer une infobox (cadre d'informations à droite) n'est pas obligatoire pour parachever la mise en page.

Pour une aide détaillée, merci de consulter Aide:Wikification.
Si vous pensez que ces points ont été résolus, vous pouvez retirer ce bandeau et améliorer la mise en forme d'un autre article.
Panchala (sanskrit : पञ्चाल, IAST : Pañcāla) est un ancien royaume du nord de l'Inde, situé dans le Gange-Yamuna Doab de la plaine du Gange supérieur. À la fin de l'époque védique (vers 1100-500 avant notre ère), c'est l'un des États les plus puissants de l'Inde ancienne, étroitement allié au royaume de Kuru. Au Ve siècle avant notre ère, elle devient une confédération oligarchique, considérée comme l'une des solasa (seize) mahajanapadas (grands États) du sous-continent indien. Après son absorption par l'empire Mauryan (322-185 avant notre ère), Panchala retrouve son indépendance jusqu'à ce qu'elle soit annexée par l'empire Gupta au IVe siècle de notre ère.

## Emplacement
L'état de Pañcāla se situe à l'ouest de la rivière Gomti, et au nord de la rivière Chambal. Ses voisins occidentaux sont les Sūrasenas et les Yakṛllomas, tandis qu'au nord-ouest il est séparé du Gaṅge et du royaume Kuru par des forêts denses. Les limites nord de Pañcāla sont les forêts autour de la région de la source du Gaṅge. Le territoire de Pañcāla correspond aux districts modernes de Bareli, Badaun et Farrukhabad, ainsi qu'aux parties voisines de Rohilkhand et du Doab-Yamunā dans l'Uttar Pradesh.

## Dans le Mahabharata
Drupada, le roi de Panchala est le père de Draupadi, l'héroïne de l'épopée, qui épouse les Pandavas. Pour venger son humiliation lors du jeu de dés joué à Hastinapur et qui conduit à leur long exil, il combat aux côtés des Pandavas lors de la guerre de Kurukshetra. Bhishma lui donne le rang de Puissant Maharathi, son fils Dhrishtadyumna un Atirathi et son autre fils, Shikhandi, un Rathi. Il fournit trois (des sept) armées Akshauhini aux Pandavas pendant la guerre.

## Période védique
On pense que le Panchala janapada est formé par plusieurs janas (tribus). Le Shatapatha Brahmana suggère que Panchala est le nom ultérieur de la tribu Krivi (qui, selon le Rigveda, vit sur la rive du fleuve Indus). La littérature védique ultérieure utilise le terme Panchala pour décrire les proches des Kurus. Le Mahabharata mentionne les Saranjayas comme une tribu ou une famille parmi les Panchalas, utilisant parfois les termes de manière interchangeable, mais aussi séparément à quelques endroits. Le Mahabharata mentionne en outre que le royaume de Panchala est divisé en deux territoires : le nord de Panchala avec sa capitale à Ahicchatrâ, et le sud de Panchala avec sa capitale à Kampilya.
Selon le politologue Sudama Misra, le nom de la Panchala janapada suggère qu'il s'agissait d'une fusion de cinq (pancha) janas (tribus). HC Raychaudhuri théorise que ces cinq clans sont les Krivis, les Turvashas, les Keshins, les Srinjayas et les Somakas. Chacun de ces clans est connu pour être associé à un ou plusieurs princes mentionnés dans les textes védiques - les Krivis avec Kravya Panchala, les Turvashas avec Sona Satrasaha, les Keshins avec Keshin Dalbhya, les Srinjayas avec Sahadeva Sarnjaya, et les Somakas avec Somaka Sahadevya. Les noms des deux derniers clans, les Somakas et les Srinjayas, sont également mentionnés dans le Mahabharata et les Puranas.
Le roi Drupada, dont la fille Draupadi est mariée aux Pandavas du Mahabharata, appartient au clan Somaka. Cependant, le Mahabharata et les Puranas considèrent le clan au pouvoir du nord de Panchala comme une ramification du clan Bharata, identifiant Divodasa, Sudas, Srinjaya, Somaka et Drupada (également appelé Yajnasena) comme ses dirigeants les plus notables. Il est également mentionné que Sutasoma, le fils de Draupadi et du prince Pandava Bhima, est le roi de la tribu Somaka pendant la guerre de Kurukshetra.
Le royaume Panchala atteint sa plus haute importance à la suite du déclin du royaume Kuru. Le roi de Panchala, Keśin Dālbhya (entre 900 et 750 avant notre ère), est le neveu du roi Kuru, qui est mort sans héritier; Keśin prend la direction, établissant son royaume comme nouveau centre politique et culturel et assurant la continuation de la tradition védique. Sa dynastie reste au pouvoir pendant de nombreuses générations; l'un de ses successeurs ultérieurs est le roi Pravahana Jaivali, contemporain du roi Janaka de Videha et des philosophes Uddalaka Aruni et Svetaketu (VIIIe – VIIe siècles avant notre ère).

### Sous la domination de Magadhan
Clan monarchique à l'origine, les Panchalas semblent être passés à un modèle de gouvernement républicain vers 500 avant notre ère. Le texte bouddhiste Anguttara Nikaya mentionne Panchala comme l'un des seize mahajanapadas du VIe siècle avant notre ère. Le texte Arthashastra du IVe siècle avant notre ère atteste également que les Panchalas suivent la constitution du Rajashabdopajivin (roi consul). Panchala est annexée à l'empire Magadha sous le règne de Mahapadma Nanda au milieu du IVe siècle avant notre ère.

### Période post-Mauryan
Des preuves numismatiques révèlent l'existence de dirigeants indépendants de Panchala pendant la période post-Mauryan. La plupart des pièces émises par eux se trouvent à Ahichatra et dans les zones adjacentes. Toutes les pièces sont rondes, faites d'un alliage de cuivre et ont un motif fixe sur l'avers - un poinçon carré profondément incisé composé d'une rangée de trois symboles et du nom du souverain placé sur une seule ligne en dessous. Le revers porte des représentations des divinités ou parfois de leurs attributs, dont les noms forment une composante des noms des émetteurs (par exemple, les pièces d'Agnimitra portent la représentation d'Agni),.
Le dernier dirigeant indépendant d'Ahichatra est Achyuta, qui est vaincu par Samudragupta, après quoi Panchala est annexé à l'Empire Gupta. Les pièces de monnaie d'Achyuta trouvées à Ahichatra ont une roue à huit rayons au revers et la légende Achyu à l'avers.